# لوان مايكل دي لوزا
لوان مايكل دي لوزا (بالبرتغالية: Luan Michel de Louzã‏) (مواليد 21 سبتمبر 1988 في أراراس - البرازيل) لاعب كرة قدم برازيلي يلعب حاليا لصالح نادي الدرجة الأولى تولوز الفرنسي منذ 2009 في مركز المهاجم .

## روابط خارجية
- لوان مايكل دي لوزا على موقع قاعدة بيانات كرة القدم.إي يو (الإنجليزية)
- لوان مايكل دي لوزا على موقع Soccerway.com (الإنجليزية)
- لوان مايكل دي لوزا على موقع عالم كرة القدم.نت (الإنجليزية)